# Уковское муниципальное образование
Уковское муниципальное образование — муниципальное образование со статусом городского поселения в Нижнеудинском районе Иркутской области России. Административный центр — поселок Ук.

## Население
| 2010  | 2011  | 2012  | 2013  | 2014  | 2015  | 2016  |
| ----- | ----- | ----- | ----- | ----- | ----- | ----- |
| 2629  | ↘2617 | ↘2563 | ↗2586 | ↘2536 | ↘2434 | ↘2407 |
| 2017  | 2021  |       |       |       |       |       |
| ↘2355 | ↘1833 |       |       |       |       |       |

По результатам Всероссийской переписи населения 2010 года численность населения муниципального образования составила 2629 человек, в том числе 1262 мужчины и 1367 женщин.

## Населенные пункты
В состав муниципального образования входят населённые пункты:
- Ук
- Водопадный
- Игнит
- Камышет[10]